# Frieza Saga
De Frieza Saga of Freeza Saga is het tweede grote verhaal in de animeserie Dragon Ball Z. De sage werd voor het eerst uitgezonden in Japan in het televisieseizoen 1990-1991.
Frieza is een superschurk met vijf vormen en een team van helpers genaamd Ginyu Force, onder leiding van Ginyu. De Saga wordt grotendeels beslagen door het gevecht tussen Goku en Frieza dat 20 afleveringen duurt.

## Verhaal
Goku is op weg naar Namek om de planeet te redden van Frieza. Gohan, Bulma, Krillin en Vegeta zijn daar ook. Als hij op Namek aankomt ziet hij dat alles is verwoest.
Daar moet hij eerst vechten tegen de Ginyu Force. Dit lukt maar nu is Goku zo uitgeput dat Vegeta hem in een herstelcapsule in Frieza´s ruimteschip laat rusten terwijl de Namek Nail Frieza afleidt maar hierbij dodelijk gewond raakt.
De Dragonballs worden gebruikt om de Piccolo tot leven te wekken en naar Namek te transporteren, maar voor de derde wens is gebruikt veranderen de ballen in steen en verdwijnt de draak wat betekent dat Guru is overleden. Frieza, woedend dat hem het eeuwige leven is ontglipt en dat zijn Ginyu Force vernietigd is, verschijnt ter plekke om wraak te nemen en in ieder geval Vegeta te doden omdat hij Saiyans te gevaarlijk en onbetrouwbaar acht. Piccolo, Gohan, Krillin en Vegeta nemen het op tegen Frieza die transformeert tot een sterkere vorm. Piccolo fuseert met Nail en is hierdoor Frieza de baas. Deze is hiervan niet onder de indruk en verandert in zijn derde afzichtelijke vorm en herkrijgt het overwicht.
Vegeta wil nu een Super Saiyan worden door zich door Krillin dodelijk te laten verwonden en zich vervolgens door Dende te laten helen; Saiyans worden immers sterker door van dodelijke verwondingen te herstellen. Frieza doodt inmiddels in zijn derde vorm bijna Piccolo maar Gohan beschermt hem en raakt buiten zinnen van razernij waardoor zijn kracht explosief toeneemt en hij Frieza een pak slaag geeft. Hoewel Gohans kracht na de woedeuitbarsting weer afneemt tot normaal vindt Frieza (zich realiserend dat Gohan ook een Saiyan is) dit te gevaarlijk en transformeert hij tot zijn vierde vorm om zeker te zijn dat hij Gohan, Vegeta en Krillin kan doden.
Het eerste dat Frieza in deze nieuwe vorm doet is Dende doden, zodat hij niemand meer kan genezen. Vervolgens daagt de genezen Vegeta hem uit met zijn nieuwe krachten, ervan overtuigd dat hij een Super Saiyan is. Dat blijkt niet het geval en ook hij kan Frieza niet eens raken, laat staan kwetsen, en wordt dodelijk door hem gewond.
De genezen Goku komt hierop ter plekke. Als de gewonde Vegeta Frieza bespot dat het nu snel afgelopen is met hem doodt Frieza hem, waarop Goku Vegeta begraaft en Frieza aanvalt. Een episch duel ontstaat totdat Frieza bekent dat hij maar een klein deel van zijn krachten heeft gebruikt terwijl Goku dicht bij zijn limiet zit. Frieza heeft nu genoeg van spelletjes spelen en laadt zich op tot 50%, waardoor Goku hem niets meer kan maken. Er is nog maar één kans: Krillin en Gohan moeten Frieza afleiden terwijl Goku een spirit bomb oplaadt. Dit werkt en de bom treft Frieza voluit.
Helaas, Frieza is gehavend maar verre van verslagen, en woedend. Uit wraak doodt hij Krillin. Hierdoor breekt iets in Goku waardoor zijn haar blond en zijn ogen groen worden, zijn kracht explosief toeneemt, en hij omringd wordt door een gouden gloed. Frieza realiseert zich dat hij door met Goku te spelen deze zelf de kans heeft gegeven zijn krachten uit te bouwen, door Krillin te doden en Goku te provoceren is deze vervolgens Super Saiyan geworden. Met zijn nieuwe krachten domineert Goku Frieza volledig,  
Frieza merkt dat hij Goku niet kan verslaan en vuurt een energiebal af op de kern van de planeet waardoor deze zal ontploffen. Frieza kan namelijk in tegenstelling tot Goku in vacuüm overleven. Vervolgens laadt hij op tot zijn volle 100% waardoor hij het overwicht terugkrijgt. Inmiddels worden met de Dragon Balls op Aarde alle door Frieza gedode personen tot leven gewekt waardoor ook de draak van Namek tot leven komt en Dende de derde wens gebruikt om iedereen naar de Aarde te transporteren behalve Goku en Frieza. Goku wil namelijk dit epische gevecht afmaken. Na verloop van tijd breekt hij het gevecht af omdat Frieza uitgeput raakt en geen uitdaging meer is. Frieza blijft echter hardnekkig proberen Goku te doden waarop Goku zich gedwongen ziet hem met een Kamehameha te verslaan en ogenschijnlijk te doden. De planeet ontploft en iedereen denkt dat Goku dood is: zijn zoon, Gohan, huilt.
Maar als ze de Dragonballs willen gebruiken om Goku terug te wensen lukt dit niet omdat Goku nog leeft en nog niet naar de Aarde wil terugkeren. De groep wacht geduldig, inmiddels het hoofd biedend aan een nieuwe truc van een oude vijand: Garlic Jr.